# Carl Junge-Swinburne
Carl Junge-Swinburne, auch bekannt als Karl Swinburne, Karl Junge-Swinburne und Carl Junge-Swinborne (* 20. Mai 1878 in Westpreußen; † 28. Juni 1950 in Berlin) war ein deutscher Schauspieler.

## Leben
Carl Junge-Swinburne hatte seit der Jahrhundertwende an Bühnen in der deutschen Provinz gespielt, darunter den Stadttheatern von Bromberg, Aachen und Magdeburg. In Berlin angekommen, fand er nur sporadisch eine feste Beschäftigung an Bühnen wie etwa dem Theater in der Behrenstraße. Zu seinen bekanntesten Hauptrollen zählen der Fernand in Mamselle Nitouche, der Prunelles in Cyprienne, der Rambow in Onkel Bräsig, der Herzog in Der grüne Kakadu und der Prinz in Kean.
Stattdessen war er seit den ausgehenden 20er Jahren ein recht gut beschäftigter Kleindarsteller beim Film. Junge-Swinburne spielte dort zumeist gewichtige Persönlichkeiten von hohem Rang; mal einen General wie in Der Alte Fritz, einen Lord in Eine Frau ohne Bedeutung, einen Richter in Gefahren der Liebe und in Mein Leben für Irland, einen Theaterdirektor in Wir tanzen um die Welt, den Leiter eines Reitturniers in … reitet für Deutschland und Hoteldirektoren in Zwei himmelblaue Augen und Die fromme Lüge.
Inmitten des Zweiten Weltkriegs hielt der Film keine Aufgaben mehr für den alternden Künstler bereit, und Swinburne kehrte mit kleinen Tourneebühnen auf die Theaterbretter zurück. Gleich nach dem Krieg sah man ihn am Berliner Residenz-Theater, ebenfalls eine Gastspielbühne.

## Filmografie
- 1927: Richthofen, der rote Ritter der Luft
- 1928: Der alte Fritz, 2. Teil: Ausklang
- 1928: Ariadne in Hoppegarten
- 1929: Der lebende Leichnam
- 1929: Die Garde-Diva
- 1929: Ich hab’ mein Herz im Autobus verloren
- 1931: M – Eine Stadt sucht einen Mörder
- 1931: Zwei himmelblaue Augen
- 1931: Gefahren der Liebe
- 1934: Herr Kobin geht auf Abenteuer
- 1936: Verräter
- 1936: Onkel Bräsig
- 1936: Donner, Blitz und Sonnenschein
- 1936: Eine Frau ohne Bedeutung
- 1937: Tango Notturno
- 1937: Frau Sylvelin
- 1937: Der Maulkorb
- 1938: Die fromme Lüge
- 1939: Morgen werde ich verhaftet
- 1939: Wir tanzen um die Welt
- 1940: Ein Mann auf Abwegen
- 1940: Die unvollkommene Liebe
- 1940: Der dunkle Punkt
- 1940: Mein Leben für Irland
- 1941: Jungens
- 1941: … reitet für Deutschland
- 1942: Der große Schatten
- 1942: Meine Frau Teresa
- 1942: Romanze in Moll
- 1943: Liebesbriefe